# Diecéze Vaga
Diecéze Vaga je titulární diecéze římskokatolické církve.

## Historie
Vaga, dnes Beja, bylo starobylé biskupské sídlo nacházející se v římské provincii Africa Proconsularis. Byla sufragánní diecézí arcidiecéze Kartágo. 
Jménem známe tři biskupy: 
- Svatý Libosus: mezi katolickými preláty, kteří se v Kartágu roku 256  účastnili koncilu zabývajícím se odpadlíky během nedávného pronásledování, byl jistý Libosus z Vagy. V roce 258 zemřel mučednickou smrtí.  Jeho jméno je v Římském martyrologiu připomínáno ke dni 29. prosince.
- Ampelius a Primulus:  Roku 411 se zúčastnili Koncilu v Kartágu, na němž se sešli společně katoličtí a donatističtí biskupové severní Afriky, katolický biskup Ampeilus a bývalý donatista Primulus, který se již před tímto koncilem obrátil ke katolické víře.

Od 19. století je Vaga využívána jako titulární biskupské sídlo; současným (od roku 2017) titulárním biskupem je Antonín Basler, pomocný biskup v olomoucké arcidiecézi.

## Titulární biskupové a arcibiskupové
| hodnost          | jméno                            | úřad                                                                               | od               | do    |
| ---------------- | -------------------------------- | ---------------------------------------------------------------------------------- | ---------------- | ----- |
| titulární biskup | César-Jean Schang, O.F.M.        | apoštolský vikář apoštolského vikariátu Východní Šantung (Čína)                    | 1894             | 1911  |
| titulární biskup | Daniel Cohalan                   | pomocný biskup diecéze Cork (Anglie)                                               | 1914             | 1916  |
| titulární biskup | John Forbes, M. Afr.             | apoštolský vikář-koadjutor apoštolského vikariátu Severní Victoria-Nyanza (Uganda) | 1917             | 1926  |
| titulární biskup | Philip Zhao Huai-yi              | apoštolský vikář apoštolského vikariátu Xuanhuafu                                  | 1926             | 1927  |
| titulární biskup | Fortunato Antonio Spruit, O.F.M. | apoštolský vikář apoštolského vikariátu Luanfu (Čína)                              | 1927             | 1943  |
| titulární biskup | Victor Sartre, S.I.              | apoštolský vikář apoštolského vikariátu Tananarive (Madagaskar)                    | 1948             | 1955  |
| titulární biskup | Bolesław Kominek                 | administrátor Vratislavské arcidiecéze (Polsko)                                    | 1956             | 1962  |
| titulární biskup | André Rousset                    | pomocný biskup versailleské diecéze (Francie)                                      | 1963             | 1966  |
| titulární biskup | Józef Gucwa                      | pomocný biskup tarnowské diecéze (Polsko)                                          | 1968             | 2004  |
| titulární biskup | André Gazaille                   | pomocný biskup montréalské arcidiecéze (Kanada)                                    | 2006             | 2011  |
| titulární biskup | Antonín Basler                   | pomocný biskup v arcidiecézi olomoucké                                             | 5. července 2017 | dosud |